# Atlético Choloma
O Atlético Choloma é um clube de futebol hondurenho fundado em com sede em Choloma. A equipe compete no Campeonato Hondurenho de Futebol.